# 高実愛
高実 愛（たかみ あい）は、日本のキャスティング会社㈱アイドルINC代表取締役、タレント。大阪府出身。

## 今までの主な出演

### 雑誌
- FLASH
- 週刊大衆
- 週刊実話
- ブラックボックス
- ガチンコ

### 新聞
- 東京スポーツグラビア
- 日刊ゲンダイ取材
- 日刊スポーツ

### 写真集
- 1st写真集「リアル」
- 新宿福家書店サイン会

### 撮影会
- 講談社タイアップアイドルINC撮影会

### ラジオ
- FM白石ゲスト出演